# Parachorius fukiensis
Parachorius fukiensis is een keversoort uit de familie bladsprietkevers (Scarabaeidae). De wetenschappelijke naam van de soort werd voor het eerst geldig gepubliceerd in 1960 door Balthasar als Cassolus fukiensis.